# Armand-Charles Caraffe
Armand-Charles Caraffe est un peintre français né à Paris en 1762, décédé le 18 août 1822 à Paris.

## Biographie
Élève de Lagrenée puis de David, Caraffe commence sa carrière avec un petit prix à l'Académie royale de peinture et de sculpture en 1780. Au Salon de la Correspondance de 1783, il présente un Retour du fils prodigue et la Résurrection des fils de la veuve de Naïn. En 1784 et 1785, il se présente aux concours du prix de Rome, puis entreprend, à ses frais, le voyage à Rome où le décès prématuré de Jean-Germain Drouais, laisse une place vacante à l'Académie de France à Rome ; son goût « sauvage et barbare » est remarqué par François-Guillaume Ménageot, alors directeur de cette institution. De 1788 à 1789, il entreprend un voyage en Égypte puis en Turquie. De retour à Paris, il expose régulièrement au Salon. Sous la Révolution, il est emprisonné à cause de sa fidélité à ses opinions jacobines après le 9 thermidor. En 1802, après avoir collaboré aux premières livraisons de la Galerie du musée Napoléon de Filhol, il se rend en Russie d'où il revient pour raisons de santé en 1812.

## Envois aux Salons
- 1793 (dessins)
  - Popilius traçant un cercle autour d'Antiochus.
  - Agis rétablissant les lois de Lycurgue à Sparte.
  - Agésilas condamné à mort pour s'être opposé au rétablissement des lois de Lycurgue.
- 1795 (dessins)
  - Marius sur les ruines de Carthage.
  - Les deux extrémités de la vie.
  - Diogène invitant Alexandre à se retirer de devant son soleil.
  - Curcius Dentatus refusant les présents des ambassadeurs samnites.
  - Phalaris tuant d'un coup de flèche le fils de l'un de ses favoris.
- 1796 (Dessins)
  - L'Innocence sous la garde de la fidélité.
  - La Famille arabe.
  - Extérieur d'un café turc.
  - Le Mariage grec.
- 1799 (Dessins)
  - Mamelucks s'excerçant à la course.
  - Tournois turcs.
  - Pompe funèbre.
  - Danseuses arabes ou almées.
  - Danse albanaise.
  - Extérieur d'une mosquée et les diverses attitudes de la prière.
  - Un Turc à cheval.
  - Les Lutteurs.
  - Une peste.
  - Voitures de Turcs à Constantinople.
  - Mariage grec.
  - Extérieur d'un café.
  - Arabes bédouins campés près des Pyramides[1].
- 1800
  - L'Amour abandonné de la Jeunesse et des Grâces se console dans le sein de l'Amitié des outrages du Temps.
  - Mort de Philomen.
  - L'Espérance soutient le malheureux jusqu'au tombeau.
  - Portraits.
  - Esclaves apportant à une dame du Caire, le pain quotidien que son amie lui a légué.
  - Musulman sauvant dans un naufrage une mère et son enfant.
  - La Prison.
  - Les Supplices.
  - Le Salut.
  - Les Devoirs de l'hospitalité.
- 1802 (indiqué vivant rue du Théâtre-Français, no 19).
  - Dix dessins faisant partie d'un ouvrage sur les mœurs des peuples de l'Orient, sous le même numéro (45).
  - Portrait de Sélim III.
  - Réunion de Santons et de derviches occupés de la lecture du Coran.
  - Cérémonie de la circoncision.
  - Fiancée à cheval, conduite en pompe chez son mari.
  - Pompe funèbre d'une jeune grecque de l'île de Pathmos.
  - Marche d'une caravane.
  - Des Femmes cultivant des fleurs sur les tombeaux.
  - Intérieur d'un harem.
  - Police exercée par l'eunuque noir et l'eunuque blanc.
  - Salle extérieure d'un bain.
  - Salle intérieure des bains.
  - Le Destin règle le cours de la vie; de vains songes en font le charme

## Œuvres
Dessins
- Ugolin et ses enfants en prison, dessin réapparu lors d'une vente à Monaco chez Sotheby's le 2 juillet 1993, n° 87 du catalogue acheté 55 500 FF.
- Trois gaulois faisant face à un sénateur romain, dessin proposé dans la même vente qu'Ugolin et ses enfants, n° 123 du catalogue, adjugé 22 000 FF, dessin préparatoire pour un dessin daté de 1798, conservé à Londres, Courtauld Institute.
- Les Adieux d'Ariane et de Thésée, dessin figurant dans une vente new-yorkaise, no 329, maintenant (2006) conservé dans la collection Bianca après avoir appartenu au marchand britannique Agnew's.
- Agis rétablissant à Sparte les lois de Lycurgue, dessin exposé au Salon de 1793, présenté aux feux des enchères lors d'une vente à Cheverny le 17 avril 1994, no 110, maintenant (2006) dans la collection Horvitz, après avoir appartenu au marchand new-yorkais Brady.

Tableaux
- L'Espérance soutient le malheureux jusqu'au tombeau, Salon de 1800, réapparu lors d'une vente à Corbeil-Essonnes en 1991, acheté par la galerie Talabardon qui vend le tableau au musée de la Révolution française en 1993.
- Le Destin règle le cours de la vie; de vains songes en font le charme, Salon de 1802.

Copies
- L'Espérance soutient le malheureux jusqu'au tombeau.
- Le Destin règle le cours de la vie; de vains songes en font le charme.

Ces deux compositions ont fait l'objet de copies, par l'intermédiaire de gravures, par le peintre espagnol Antonio Carnicero Mancio. 